# 枢密院における国王
枢密院における国王または執行院における国王（英: King-in-Council、女性君主の治下では「枢密院における女王」または「執行院における女王」、英: Queen-in-Council）は、 英連邦王国において、執行権の行使に関して、枢密院（英: Privy Council、イギリスおよびカナダの連邦レベル）または執行院（英: Executive Council、行政局、他の英連邦王国の大半およびカナダの州レベル）の助言と承認により行為する君主を指す憲法上の用語である。
イギリスといくつかのイギリスの王室属領を除く英連邦王国においては、国王の権限と機能は総督（英: governor-general）、副知事（英: lieutenant governor）または知事（英: governor）に委任されている。これらの場合、「枢密院(執行院)における国王」は、それぞれ「枢密院（執行院）における総督」（英: Governor-General-in-Council）、「枢密院(執行院)における副知事」（英: Lieutenant-Governor-in-Council）または「枢密院(執行院)における知事」（英: Governor-in-Council、繁: 總督會同行政局）に置き替えられる。「○○政府」という語は通常は前記のいずれかの語の同義語として用いられているが、領域によっては2つ以上の意味を持ち得る。なお、香港においては、1997年7月1日以降は「行政長官會同行政會議」（英: Chief-Executive-in-Council）がこれに相当する。
実務上、「枢密院（執行院）における国王」は、ほとんどの場合、内閣による決定に形式的に効力を与える。内閣は、枢密院または執行院（行政会議）の内部委員会であるが、国王の上級大臣によって構成され、しばしば国王またはその現地における代理人の出席なく会議を行う。
「枢密院（執行院）における国王」によって発せられた命令は「枢密院勅令（執行院勅令）」（英: Order-in-Council）と呼ばれ、これは司法審査の対象となる。枢密院勅令は、イギリスの行政委任立法（英: Statutory Instrument）のような第二次立法を実施するためにも用いられ得る。